# 10489 Keinonen
10489 Keinonen eller 1985 TJ1 är en asteroid i huvudbältet som upptäcktes den 15 oktober 1985 av den amerikanske astronomen Edward L.G. Bowell vid Anderson Mesa Station. Den är uppkallad efter Juhani Keinonen.
Asteroiden har en diameter på ungefär 11 kilometer och den tillhör asteroidgruppen Eos.